# Nicola Benedetti
Nicola Joy Nadia Benedetti  (West Kilbride, 20 de julho de 1987) é uma violinista solo clássica ítalo-escocesa e diretora de festival. Sua habilidade foi reconhecida quando ela era criança, incluindo o prêmio de Jovem Músico do Ano da BBC, quando ela tinha 16 anos. Ela trabalha com orquestras na Europa e na América, bem como com Alexei Grynyuk, seu pianista regular. Desde 2012, Nicola toca o violino "Gariel" Stradivarius. Ela se tornou a primeira mulher a liderar o Festival Internacional de Edimburgo, quando foi nomeada Diretora do Festival, em 1 de outubro de 2022.

## Infância e educação
Nicola Benedetti nasceu em West Kilbride, North Ayrshire, na Escócia, filha de pai italiano e mãe ítalo-escocesa. Começou a tocar violino aos quatro anos com aulas de Brenda Smith. Aos oito anos, ela se tornou líder da Orquestra Infantil Nacional da Grã-Bretanha. Aos nove anos, ela já havia passado nas oito séries dos exames musicais enquanto frequentava a independente Wellington School, Ayr, e, em setembro de 1997, começou a estudar na Escola Yehudi Menuhin para jovens músicos com Lord Menuhin e Natasha Boyarskaya, na zona rural de Surrey, na Inglaterra.

## Primeiras apresentações públicas
Em 1999, Nicola Benedetti se apresentou nas comemorações de aniversário no Palácio de Holyrood, com a Orquestra Nacional Juvenil da Escócia. Em 2000, tocou com a Royal Scottish National Orchestra e a Scottish Opera.
Seguiram-se apresentações subsequentes com a City of London Sinfonia, a Royal Philharmonic Orchestra, a Scottish Opera, a Scottish Chamber Orchestra, a Royal Scottish National Orchestra.
Em agosto de 2002, ela ganhou o Brilliant Prodigy Competition do Reino Unido, transmitido pela Carlton Television. Ela deixou a Escola Menuhin pouco depois e, aos 15 anos, começou a estudar em particular com Maciej Rakowski, ex-líder da Orquestra de Câmara Inglesa.

### Jovem Músico do Ano da BBC
Em maio de 2004, aos 16 anos, Nicola Benedetti venceu o concurso Jovem Músico do Ano da BBC, interpretando o Primeiro Concerto para Violino de Karol Szymanowski, na final no Usher Hall, em Edimburgo (Escócia), com a Orquestra Sinfônica Escocesa da BBC. Como resultado da conquista do prêmio, ela ficou em primeiro lugar na seção de música do prêmio Top Scot, em dezembro de 2005. Apesar de ter vencido a competição, o The Times noticiou que Nicola Benedetti foi esnobada por Jack McConnell, o então Primeiro Ministro da Escócia, que considerou que não havia interesse público suficiente para merecer uma mensagem pessoal de parabéns. Após um clamor público e político, McConnell cedeu à pressão e telefonou para Nicola para reconhecer o seu sucesso.

## Desde 2012
Em setembro de 2012, ela se apresentou no Last Night of the Proms, tocando o Concerto para Violino nº 1 de Max Bruch. Naquele mesmo ano, Nicola Benedetti recebeu emprestado o "Gariel" Stradivarius, de 1717, do banqueiro londrino e membro do Conselho da Orquestra Sinfônica de Londres, Jonathan Molds.
Além das apresentações solo, Nicola Benedetti se apresenta em trio com o violoncelista alemão Leonard Elschenbroich e o pianista anglo-ucraniano Alexei Grynyuk.

## Honras e prêmios

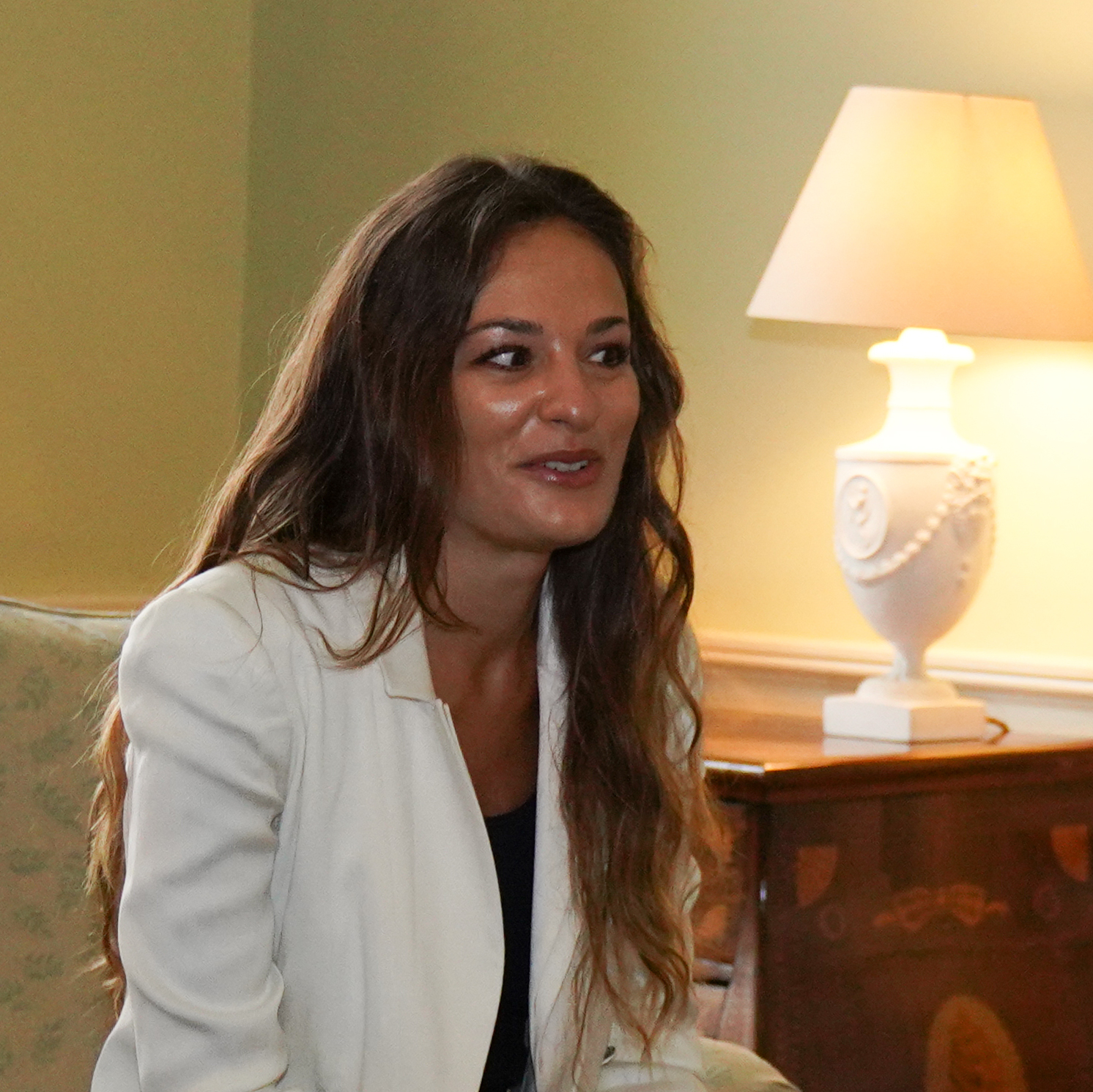
Benedetti em agosto de 2022, ao ser recebida pelo Primeiro Ministro da Escócia

- 2007 - doutorado honorário da Glasgow Caledonian University;[15]
- 2010 - doutorado honorário da Heriot-Watt University;[15]
- 2011 - doutorado honorário da Universidade de Edimburgo;[16]
- 2013 - doutorado honorário da Universidade de Leicester;[17]
- 2013 - Membro da Ordem do Império Britânico (MBE) nas honras de Ano Novo, "por serviços prestados à música e à caridade",[18][19]
- 2015 - 100 mulheres mais inspiradoras do mundo, pela BBC;[20]
- 2017 - membro honorário da Royal Society of Edinburgh;[21]
- 2017 - Medalha da Rainha para a Música, sendo a mais jovem das doze pessoas a receber o prêmio desde que foi criado em 2005;[22]
- 2019 - Comandante da Ordem do Império Britânico (CBE) nas honras de Ano Novo, "por serviços prestados à música";[23]
- 2019 - Medalha Real da Royal Society of Edinburgh, por melhorar a vida de crianças escocesas carentes por meio do Sistema Scotland e das Big Noise Orchestras;[24]
- 2020 - doutorado honorário da Universidade de York;[25]
- 2020 - Grammy de melhor solo instrumental clássico para Marsalis: Concerto para Violino; Suíte de dança violino;[26][27]
- 2021 - ISM Distinguished Musician Award;[28]
- 2022 - presidente honorária do Conservatório Real da Escócia (RCS);[29]
- 2023 - Prêmio Edimburgo, por seu trabalho como diretora do Festival de Edimburgo.[30]
- ? - foi escolhida como musa inspiradora para um quadro de Calum Stevenson, vencedor do prêmio Sky Arts Portrait Artist of the Year 2021, e este retrato está na Scottish National Portrait Gallery.[31][32]

## Vida pessoal
Nicola tem uma irmã mais velha, Stephanie, que também é violinista e integrante do grupo pop Clean Bandit.
Nicola Benedetti mantinha um relacionamento com o violoncelista alemão Leonard Elschenbroich, que conheceu na Escola de Música Yehudi Menuhin. Embora esse relacionamento tenha terminado, eles continuam atuando juntos e são bons amigos.
Ê casada com o musico de jazz Wynton Marsalis de quem tem uma filha.

## Discografia

### Álbuns
| Título | Detalhes                                                                                                 | Posições de pico no gráfico | Posições de pico no gráfico | Posições de pico no gráfico |
| Título | Detalhes                                                                                                 | Reino Unido                 | Clássico do Reino Unido     | Ref.                        |
| --- | --- | --------------------------- | --------------------------- | --------------------------- |
| Szymanowski: Concerto para violino nº 1 | - Lançado: 1º de junho de 2005 - Gravadora: Deutsche Grammophon - Formatos: download digital, CD         | -                           | 1                           | [ 35 ]                      |
| Mendelssohn: Concerto para violino Inclui o Adagio para Violino e Orquestra de Mozart, a Serenata e Ave Maria de Schubert e From Ayrshire de James MacMillan . | - Lançado: 15 de maio de 2006 - Gravadora: Deutsche Grammophon - Formatos: download digital, CD          | -                           | 2                           | [ 36 ] [ 37 ]               |
| Vaughan Williams e Tavener | - Lançado: 24 de setembro de 2007 - Rótulo: Clássicos Universais e Jazz - Formatos: download digital, CD | -                           | -                           |                             |
| Fantasia <br> "The Lark Ascendente" e outras seleções populares                                                                                                | - Lançado: 7 de setembro de 2009 - Gravadora: Decca Records - Formatos: download digital, CD             | -                           | 1                           | [ 38 ] [ 39 ] [ 40 ]        |
| Tchaikovsky e Bruch: Concertos para violino | - Lançado: 8 de outubro de 2010 - Gravadora: Deutsche Grammophon - Formatos: download digital, CD        | -                           | -                           |                             |
| Itália | - Lançado: 20 de fevereiro de 2011 - Gravadora: Decca Records - Formatos: download digital, CD           | -                           | -                           |                             |
| O violino prateado | - Lançado: 24 de agosto de 2012 - Gravadora: Decca Records - Formatos: download digital, CD              | 32                          | -                           |                             |
| Minha primeira década | - Lançado: 20 de setembro de 2013 - Gravadora: Decca Records - Formatos: download digital, CD            | -                           | -                           |                             |
| Homecoming – Uma Fantasia Escocesa | - Lançado: 4 de julho de 2014 - Gravadora: Decca Records - Formatos: download digital, CD                | 19                          | 1                           |                             |
| Marsalis: Concerto para Violino; Suíte de dança violino | - Lançado: 12 de julho de 2019 - Gravadora: Decca Records - Formatos: download digital, CD               | -                           | -                           | [ 41 ]                      |
| Concerto para violino de Elgar | - Lançado: 7 de agosto de 2020 - Gravadora: Decca Records - Formatos: download digital, CD               | -                           | -                           |                             |